# Manuel Morales Espinosa
Manuel Morales Espinosa (Almería, 7 de febrero de 1965) es un escultor, performer y videoartista español.

## Biografía
Se inició en el arte en 1982 mediante Juan de Andrés, artista y arquitecto que impartía clases en la Escuela Municipal de San Baudilio de Llobregat. Trabajó como documentalista para el Club 7, Difusión de la performance y terminó creando el Club 8, donde fue uno de los fundadores del primer Festival Internacional de Performance de Barcelona que viajó por el CCCB (Barcelona), la Casa Encendida (Madrid) o el Centre International de Poésie (Marsella).
Ha participado en las esculturas públicas de San Baudilio de Llobregat Laberinto en espiral de 1998, un tributo a la naturaleza realizada con cera recubierta con hojas de laurel, y en Tio Vivo - Amical Mauthausen de 2002, homenaje los españoles apresados en el Campo de concentración de Mauthausen-Gusen.
En 2013 ganó el primer premio de escultura Pere Jou de Sitges por su obra Piedra.
Ese mismo año presentó en Barcelona La dignidad de la arcilla, exposición que reflexionaba sobre el uso de ese material durante la historia de la humanidad.
Junto al artista Domingo Martín, fundó en 2015 La Pescadería Sala de Creación, galería de arte incluida dentro de una pescadería real. Este proyecto ganó el Premio Antoni Serra y Fiter de Artes Visuales de los IX Premios de Reconocimiento Cultural del Bajo Llobregat.
En 2016 fue el comisario de Patrimonio humano/Patrimonio público, la mayor exposición colectiva de artistas de San Baudilio de Llobregat realizada hasta la fecha. La exposición dialogaba con el fondo de arte del Ayuntamiento de San Baudilio de Llobregat con obras de Eduardo Chillida, Antoni Tàpies o Joan Miró.

## Exposiciones
- La dignidad de la arcilla, Barcelona (2013).
- Esculturas duras, esculturas blandas, Barcelona (2010).
- El espíritu de la televisión, La casa encendida, Madrid (2004).
- Acció a Agramunt, LLeida (1997).

## Obra

### Escultura
- Ciutat Gegantera (2022), Obra pública situada en rotonda Plaza del Llobregat, San Baudilio de Llobregat.
- Piedra (2013). Primer premio Pere Jou Sitges
- Pisadas, Barcelona (2002)

### Videocreación
- El perseguidor (Julio Cortázar) Festival Grec de Barcelona (2006).
- Acción cinematográfica Nº1 (2008).
- El final del romanticismo (2007).
- Fotomatón (1992).

### Performance
- Carro Poético, Castilla-La Mancha (2002).

## Otros trabajos
En 2005 escribió y dirigió Teixit d’un somni, un cortometraje rodado en la Colonia Güell sobre la huelga de los trabajadores en las fábricas. Fue proyectado en los Cines Verdi (Barcelona) y tiene a la Cripta de la Colonia Güell de Antonio Gaudí como escenario en varias escenas. Presentó la videocreación El final del romanticismo (2007) en el 7º Festival internacional de Cine pobre de Cuba Humberto Solás.